# Olympische Sommerspiele 2008/Teilnehmer (Burundi)
| Gelbes Symbol für Goldmedaillen mit stilisierten Olympischen Ringen | Graues Symbol für Silbermedaillen mit stilisierten Olympischen Ringen | Braundes Symbol für Bronzemedaillen mit stilisierten Olympischen Ringen |
| ------------------------------------------------------------------- | --------------------------------------------------------------------- | ----------------------------------------------------------------------- |
| —                                                                   | —                                                                     | —                                                                       |

Burundi war mit der Teilnahme an den Olympischen Sommerspielen 2008 in Peking insgesamt zum 4. Mal bei Olympischen Spielen vertreten. Das NOK nominierte drei Athleten in zwei Disziplinen. Die erste Teilnahme war 1996, als Burundi auch seine bislang einzige Medaille holte.

## Teilnehmer nach Sportarten

### Leichtathletik
- Francine Niyonizigiye
Frauen, 5000, ausgeschieden mit Rang 14 im ersten Vorlauf

- Joachim Nshimirimana
Männer, Marathon, Rang 68

### Schwimmen
- Elsie Uwamahoro
Frauen, 50 Meter Freistil